# Gustavo Vaz

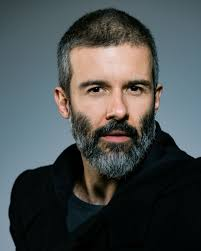
Foto de Gustavo Vaz

Gustavo Vaz, nome artístico de Luiz Gustavo Vaz Nunes (Rio de Janeiro, 19 de abril de 1984), é um ator, diretor, dramaturgo e escritor brasileiro, vencedor do Prêmio Shell de Teatro como Melhor Ator em 2017 pelo espetáculo Tom na Fazenda. Artista multifacetado, é conhecido no audiovisual por personagens como Augusto Soares em Coisa Mais Linda  e César Marcollo em Só Se For Por Amor , ambas da Netflix, Léo na quarta temporada de Os Homens são de Marte...  no GNT, e o ativista Gregory Melloy em Aruanas  da Globoplay e Tv Globo. É também um dos fundadores, diretores e dramaturgos da ExCompanhia de Teatro  e lançou, em 2023 pela Editora Mondru seu primeiro romance, intitulado Como não morrer de uma só vez .

## Teatro
Formado pela Escola Técnica Estadual de Teatro Martins Penna em 2004, mudou-se para São Paulo em 2005 para participar de estágios durante a produção do espetáculo BR3 do Teatro da Vertigem.
Em 2006, após realizar temporada no espetáculo Por Trás do Céu de Caio Sóh no Teatro Centro da Terra, é convidado a integrar a Kompanhia do Centro da Terra onde participa dos espetáculos O Kronoscópio (2007) , O Ilha do Tesouro (2008), Teatrokê (2010), Biliri e o Pote Vazio (2011) - vencedor dos Prêmios Coca-Cola Femsa de Teatro Infantil nas categorias Melhor Espetáculo, Trilha Sonora e Artista Revelação, e em Ovono (2016) .
Em 2009, estreia Na Solidão dos Campos de Algodão de Bernard-Marie Koltès  ao lado de Armando Babaioff, seu sócio até 2021 na ABGV Produções Artísticas. O espetáculo recebe o Prêmio APTR de Melhor Cenário .
Nos anos seguintes, se faz presente em inúmeros espetáculos de teatro na cidade de São Paulo, como em  Os Assassinos de Inês de Castro (2010) de Rui Xavier, Toc Toc (2011 e 2012)  de Laurent Baffie, Animais na Pista (2015)  de Michelle Ferreira e em Sobre ratos e homens de John Steinbeck  - vencedor do Prêmio APCA de Melhor Espetáculo em 2016 .
Em 2012 cria, ao lado de Bernardo Galegale, a ExCompanhia de Teatro , grupo de pesquisa artística sobre conceitos como teatro expandido e união entre arte e tecnologia, com apresentações realizadas no Brasil e em países como Alemanha, Portugal e Montenegro. Em 2017, recebe o Special Award pela dramaturgia de Frequência Ausente 19Hz no Festival Internacional de Teatro Alternativo de Podgorica, Montenegro.
Entre 2012 e 2013 foi diretor residente do musical da Broadway O Rei Leão   em sua versão brasileira no Teatro Renault em São Paulo.
Em 2017, estreia o espetáculo Tom na Fazenda, de Michel Marc Bouchard , com direção de Rodrigo Portella, onde faz parte do elenco até 2021. A peça se torna sucesso de público e crítica, e Gustavo é laureado com os mais importantes prêmios de Teatro do Brasil pela sua atuação como Francis - o violento cunhado de Tom - como o Prêmio Shell  e o Prêmio Cesgranrio  de Melhor Ator, e o Prêmios Botequim Cultural  e o Prêmio Cenym de Teatro  como Melhor Ator Coadjuvante em 2017, além da indicação ao Prêmio APTR  de Melhor Ator Protagonista.

## Filmografia
Em 2017, estreia seu primeiro personagem de destaque no cinema na comédia Divórcio (filme)  de Pedro Amorim, vencedor como Melhor Longa de Comédia do Grande Prêmio do Cinema Brasileiro, onde interpreta Catanduva, um divertido cantor sertanejo. Recebe destaque por sua atuação em renomados veículos como no jornal O Globo .
Em 2018, integra o elenco do filme O Doutrinador (filme) de Gustavo Bonafé, como o personagem Anterinho . A obra é laçada posteriormente como seriado no Canal Space.
Em 2019, estreia como o vilão Augusto Soares na aclamada série Coisa Mais Linda  (2019 a 2020), uma das primeiras produções seriadas nacionais da Netflix. 
Também em 2019, integra o elenco do longa metragem Maria do Caritó onde interpreta Anatoli , um atrapalhado galã russo.
No mesmo ano, estreia como o antropólogo e ativista Gregory Melloy em Aruanas  do Globoplay e TV Globo. 
Ainda em 2019, interpreta Léo, o protagonista masculino da quarta temporada de Os Homens são de Marte...  no GNT ao lado de Mônica Martelli.
Em 2020, lança, ao lado de Débora Falabella e do Gshow, a websérie Se Eu Estivesse Aí . O público assiste os episódios em primeira pessoa e imerso dentro de uma tecnologia de áudio 3D. Gustavo assina direção, roteiro, atuação e edição do trabalho.
Em 2021, estreia como o personagem Gilberto em Depois a Louca Sou Eu  de Júlia Rezende, inspirado no livro homônimo de Tati Bernardi. O longa é premiado como Melhor longa metragem brasileiro de comédia no Grande Prêmio do Cinema Brasileiro. É indicado no SEC AWARDS como melhor ator coadjuvante em longa metragem de comédia;.
Ainda em 2021, estreia como o protagonista do filme O Jardim Secreto de Mariana  de Sérgio Rezende, ao lado de Andréia Horta.
Em 2022 estreia como César Marcollo na série Só Se For Por Amor  da Netflix.
Em 2023 está em A Vida pela Frente , série do Globoplay com direção de Leandra Leal, como o personagem Ivo.

## Escritor
Em 2023, lança Como não morrer de uma só vez , seu primeiro romance, pela Editora Mondru. A trama traz Walter, um suicida que se arrepende de morrer e que, após um incrível pacto com “o Nada”, retorna ao início de sua antiga vida para tentar encontrar algum sentido para si e mudar a sua história.